# Christuskirche (Kempten)

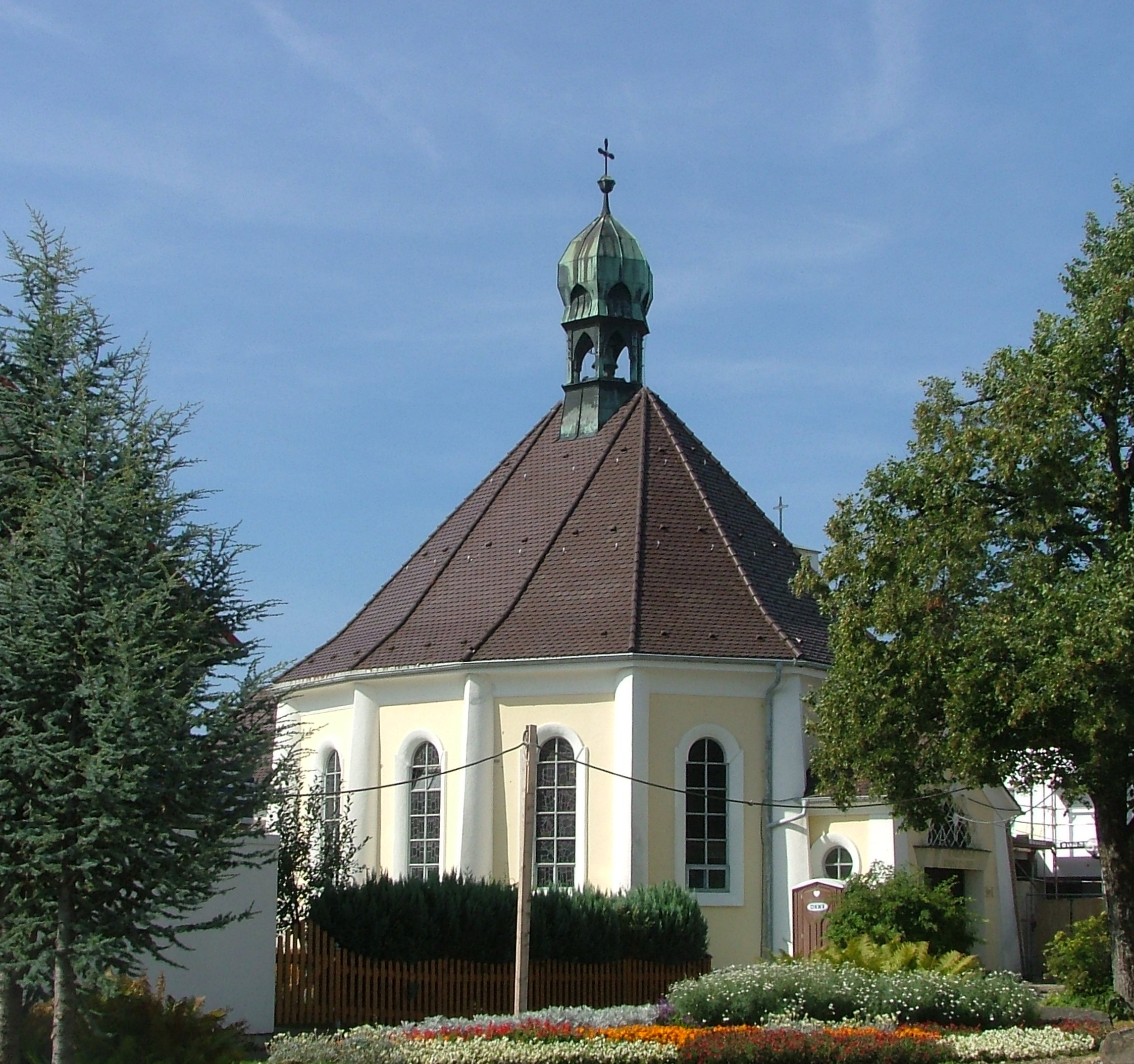
Die Christuskirche in Kempten

Die evangelisch-lutherische Christuskirche in Kottern, einem Ortsteil von Kempten (Allgäu), ist ein Bau des Architekten Otto Heydecker. Sie ist ein nach Süden gerichteter polygonaler Zentralbau mit kupfergedecktem Glockenturm in Form eines Dachreiters. Die Kirche steht unter Denkmalschutz.

## Geschichte
Nach einer Grundsteinlegung am 31. Oktober 1926 erfolgte die Weihe der Kirche am 17. Juli 1927. 1952 wurde die Gemeinde zur Pfarrei erhoben. Im Jahr 1954 wurde ein Pfarr- und Gemeindehaus westlich des Ovalbaus angefügt. Die Zahl der Kirchengemeindemitglieder lag im Monat der Weihe bei 544 Gläubigen. Von 1967 auf 1975 sank die Zahl der Gläubigen von 3000 auf 2300. Durch den Zuzug von Aus- und Übersiedlern im Jahr 1997 stieg die Zahl der Gläubigen in dem Stadtteil Sankt Mang und den Gemeinden Durach, Sulzberg und Oy-Mittelberg wieder auf 3400 an.
Die Kirchengemeinde feiert zusammen mit den Gemeindemitgliedern der benachbarten römisch-katholischen Mariä-Himmelfahrts-Kirche Gottesdienste.

## Beschreibung
Die Glasmalereien der Kirche zeigen den Verlorenen Sohn und die Kindersegnung. Dem einfachen Altar gegenüber liegt die Empore. Schnitzfiguren der Reformatoren Martin Luther und Huldrych Zwingli befinden sich an der Kanzel. Im Süden liegt die Sakristei.